# Francesco Beschi
Francesco Beschi (Brescia, 6 de agosto de 1951) é um bispo católico italiano, bispo de Bérgamo desde 22 de janeiro de 2009.

## Biografia
Francesco Beschi foi ordenado sacerdote em 7 de junho de 1975. De 1981 a 1987 foi pároco da Catedral de Brescia. Em 1989 tornou-se diretor do Instituto Paulo VI e em 1999 vigário episcopal para a pastoral leiga na diocese de Brescia. Em 2001 foi promovido a Procurador Geral.
O Papa João Paulo II o nomeou Bispo Auxiliar de Brescia e Bispo Titular de Vinda em 25 de março de 2003. O bispo de Brescia, Giulio Sanguineti, o consagrou em 18 de maio do mesmo ano; Os co-consagradores foram Bruno Foresti, arcebispo sênior ad personam de Brescia, e Vigilio Mario Olmi, bispo auxiliar emérito de Brescia. Seu lema é Secundum verbum tuum. 
Em 22 de janeiro de 2009 foi pelo Papa Bento XVI nomeado Bispo de Bérgamo e empossado em 15 de março do mesmo ano. 
Na Conferência Episcopal Italiana, Beschi é Presidente da Comissão para a Missão e Cooperação das Igrejas.